# Rolls-Royce Trent XWB
Rolls-Royce Trent XWB – silnik turbowentylatorowy w układzie trójwałowym, opracowywany przez firmę Rolls-Royce plc do napędzania samolotu Airbus A350 XWB. Silnik ma charakteryzować się lepszą aerodynamiką, mniejszym o 15% ciężarem i do 16% mniejszym zużyciem paliwa w porównaniu do starszych Trent 700.
Do czasu wyboru silnika przez Airbusa nosił oznaczenie Trent 1700, jest to szósty przedstawiciel serii Trent, która do 2013 wylatała łącznie 65 milionów godzin. Airbus i RR porozumieli się w sprawie stworzenia tej odmiany Trent dla nowego szerokokadłubowego samolotu dalekiego zasięgu dla 270-400 pasażerów w październiku 2005 roku, a porozumienie podpisano w październiku 2007. We wrześniu 2007 Airbus ograniczył swoje górne wymagania co do ciągu na ziemi z 95000 lbf (420 kN) do 93000 lbf (410 kN). A350 XWB wprowadzono do oferty 17 lipca 2006 na Farnborough Airshow. Jest to jedyny silnik przewidziany dla A350, przez co Rolls-Royce ma zagwarantowane zamówienie na ponad 1000 silników. Konkurencyjny Boeing 787-10 (330 miejsc) udostępnia dwa silniki: Rolls-Royce Trent 1000 i General Electric GEnx. Oferowany w segmencie 300-450 miejsc Boeing 777 używał trzech silników: GE90, PW4000 lub Trent 800, ale zmodernizowane wersje 777-8/-9 dostępne są tylko z silnikami GE9X. We wrześniu 2014 roku Airbus zrezygnował z opracowania pomniejszonej wersji A350-800, po ogłoszeniu w lipcu 2014 roku na targach Farnborough rozwoju zmodernizowanej wersji Airbus A330-800/900neo wyposażanej w silniki Rolls-Royce Trent 7000
Pierwsze uruchomienie silnika Trent XWB miało miejsce 17 czerwca 2010 na terenie ośrodka badawczego Rolls-Royce w Derby. W 2005 roku Airbus wybrał Goodricha (obecnie UTC Aerospace Systems) na dostawcę gondoli silników (z poddostawcą FACC) i odwracaczy ciągu, które dostarczono RR do testów pod koniec 2010. Silnik zamontowany na należącym do Airbusa A380 w miejscu silnika nr 2 oblatano 18 lutego 2012, program testów na latającym laboratorium obejmuje 175 godzin lotów w różnych warunkach w ciągu siedmiu miesięcy.
Wśród wykonanych do końca 2012 przez Rolls-Royce'a testów był pomiar wielogodzinnej pracy, zanieczyszczeń, hałasu, symulowane zderzenie z ptakami różnej wielkości, testowanie łopatek tytanowych i z włókna węglowego, oderwanie się łopatki wentylatora, odpalenie w ujemnej temperaturze przeprowadzone w Manitoba, Kanada oraz suchym klimacie w ZEA. W tym czasie 11 silników testowych pracowało łącznie 3100 godzin. Europejska Agencja Bezpieczeństwa Lotniczego (EASA) przyznała silnikowi RR certyfikat typu 7 lutego 2013. 14 czerwca 2013 odbył się dziewiczy lot A350-900.
5 listopada 2015 rozpoczęto testy w locie silnika w wersji XWB-97 dla modelu A350-1000. Pierwszy testowy A350-1000 oblatano 24 listopada 2016.

## Wersje
| Oznaczenie    | Zastosowanie                  | Ciąg startowy | Certyfikat EASA  | W służbie |
| ------------- | ----------------------------- | ------------- | ---------------- | --------- |
| Trent XWB-75  | A350-800                      | 330 kN        | 7 lutego 2013    | anulowano |
| Trent XWB-79  | A350-800                      | 351 kN        | 7 lutego 2013    | anulowano |
| Trent XWB-79B | A350-800                      | 351 kN        | 7 lutego 2013    | anulowano |
| Trent XWB-84  | A350-900 A350-900ULR          | 375 kN        | 7 lutego 2013    | 2014      |
| Trent XWB-97  | A350-1000 A350-900R A350-900F | 430 kN        | 31 sierpnia 2017 | 2018      |